# Johann Hinken
Johann Hinken (* 1946 in Wagenfeld) ist ein deutscher Ingenieur, Elektrotechniker, Hochschullehrer und Unternehmer.

## Leben
Hinken legte das Abitur am jetzigen Johannes-Althusius-Gymnasium in Emden ab.
Sein Studium der Elektrotechnik an der TU Braunschweig schloss er 1972 als Diplom-Ingenieur ab. Anschließend war er bis 1978 dort Wissenschaftlicher Mitarbeiter und Oberingenieur am Institut für Hochfrequenztechnik unter Hans-Georg Unger und wurde 1978 mit der Dissertation Hochpässe in Rechteckhohlleitertechnik zum Dr.-Ing. promoviert.
Ab 1978 war Hinken in der Physikalisch-Technischen Bundesanstalt tätig. 1984 wurde er zum Professor für Mikrowellentechnik an die TU Braunschweig berufen. 1989 wechselte er in die Industrie nach Bad Salzdetfurth und arbeitete dort zunächst als Leiter des Forschungszentrum der Fuba Hans Kolbe & Co KG und später in weiteren Funktionen. Seit 2002 ist Hinken in Magdeburg tätig, bis 2011 als Professor für Hochfrequenz- und Nachrichtentechnik an der Hochschule Magdeburg-Stendal, bis 2020 als Geschäftsführer der FI Test- und Messtechnik GmbH und seitdem als Berater.
Hinken erhielt 1984 den Philip Morris Forschungspreis für die Erfindung der Integrierenden Hohlleitertechnik. Jetzt ist er primär auf dem Gebiet der zerstörungsfreien Mikrowellenprüfung tätig.

## Schriften (Auswahl)
- Supraleiter-Elektronik : Grundlagen ; Anwendungen in d. Mikrowellentechnik. Springer, Berlin 1988, ISBN 3-540-18720-0.
- Superconductor electronics : fundamentals and microwave applications. Springer, Berlin 1989, ISBN 3-540-51114-8.